# Adelheid af Anhalt-Bernburg-Schaumburg-Hoym

Prinsesse Adelheid af Anhalt-Bernburg-Schaumburg-Hoym (tysk: Prinzessin Adelheid von Anhalt-Bernburg-Schaumburg-Hoym; f. 23. februar 1800 – d. 13 september 1820) var en prinsesse af Anhalt-Bernburg-Schaumburg-Hoym. Hun blev gift med Paul Friedrich August von Holstein-Gottorp (som i 1829 blev hertug af Oldenborg under navnet August 1.).

## Fødsel og familie
Prinsesse Adelheid blev født den 23. februar 1800 på Schloss Schaumburg i Rheinland-Pfalz, Tyskland. Hun var den anden datter af Viktor 2. Karl Friedrich, fyrste af Anhalt-Bernburg-Schaumburg-Hoym, og prinsesse Amalie af Nassau-Weilburg. Hun havde tre søstre: Hermine (f. 1797), Emma (f. 1802) og Ida (f. 1804). Adelheid voksede op i byen Hoym i Sachsen-Anhalt.

## Ægteskab
Prinsesse Adelheid blev gift med Paul Friedrich August von Holstein-Gottorp, den 24. juli 1817 på Schloss Schaumburg. Hun var blot 17 år gammel, da ægteskabet blev indgået med den 34-årige arving til hertugdømmet Oldenborg. August var den ældste søn af Peter 1. af Oldenborg.
Adelheid og August fik to døtre, Amalie (f. 1818, senere dronning af Grækenland ved sit ægteskab med Otto 1.) og Friederike (f. 1820).

## Død
Efter tre års ægteskab med August 1., døde prinsesse Adelheid pludseligt den 13. september 1820 i Oldenborg. Hun blev begravet på Sankt Getruds kirkegård i Oldenborg.
Paul Friedrich August giftede sig, fem år efter Adelheids død, med hendes yngste søster, prinsesse Ida af Anhalt-Bernburg-Schaumburg-Hoym i 1825. Ligesom Adelheid, døde prinsesse Ida blot tre år efter sit ægteskab med Paul Friedrich August.
August blev storhertug af Oldenborg i 1829.